# Leucania tayaudi
Leucania tayaudi là một loài bướm đêm trong họ Noctuidae.